# Pixeline Skolehjælp: Lær at Læse – Det magiske bibliotek
Pixeline Skolehjælp: Lær at Læse – Det magiske bibliotek er det niende spil i Pixeline Skolehjælp-serien. Spillet er fra 2007 og er udgivet af Krea Media. 
Spillet starter med, at Pixeline skal besøge det magiske bibliotek, hvor der er fire bøger, der fortæller en historie, som bl.a. omhandler en pirat, prinsesse og en automekaniker.
De fire bøgers historier består af fem små minispil, som omhandler stavning, rim, bogstavernes lyde, opbygning af sætninger og ord i stavelser.